# Холланд, Отто
Отто (Отес) Холланд (англ. Otho Holland, Otes Holland; умер 3 сентября 1359, Нормандия, Франция) — английский рыцарь, 3-й сын Роберта Холланда, 1-го барона Холланда, и Мод де Ла Зуш. Отто принимал участие в Столетней войне, а в 1348 году стал одним из 26 рыцарей-основателей ордена Подвязки. В 1359 году был назначен хранителем Нормандских островов, но вскоре после этого умер.

## Происхождение
Отто происходил из рыцарского рода Холландов, известного с XIII века. Холланды были не очень крупными землевладельцами в Ланкашире. Один из его представителей, Роберт Холланд из Апхоланда пользовался большим расположением Томаса, 2-го графа Ланкастера, благодаря чему значительно увеличил свои владения, которые в итоге составили 25 поместий с ежегодным доходом около 550 фунтов. Кроме того, он женился на Мод де ла Зуш (умерла в 1349 году), одной из наследниц богатого лестерширского магната Алана де ла Зуша, унаследовавшей после смерти отца в 1314 году большую часть отцовских владений с ежегодным доходом почти в 720 фунтов. Вероятно, именно из-за этого брака Роберт поднялся из рыцарского сословия, получив в 1314 году вызов в парламент в качестве барона. Во время восстания Ланкастера против короля Эдуарда II в марте 1322 года Холланд перешёл на сторону короля, но в итоге лишился владений и провёл 5 лет в заключении. Хотя после свержения Эдуарда II в 1327 году он получил свободу и земли, но в уже в 1328 году его схватили люди, скорее всего, связанные с Генри, графом Ланкастером, и казнили за предательство брата их господина.
У Роберта и Мод было 4 сына, Роберт (II), Томас, Алан и Отто (Отес), и три дочери: Изабелла, Маргарет и Матильда.

## Биография
Отто был третьим из сыновей, родившихся в браке Роберта Холланда и Мод де ла Зуш. Основным наследником отцовских владений стал его старший брат, Роберт. Трое младших сыновей, Томас, Отто и Алан, будучи безземельными рыцарями, выбрали военную карьеру, в которой как Томас, так и Отто значительно преуспели.
После того как началась Столетняя война с Францией, Отто, как и его старший брат Томас, принимал участие в разных военных кампаниях английского короля Эдуарда III. В 1346 году братья в составе королевской армии отправились в Нормандию. Томас особенно отличился при захвате Кана, когда захватил в плен коннетабля Франции Рауля II де Бриенна, графа д’Э. Позже король выкупил коннетабля у Томаса за 80 тысяч флоринов и передал его под охрану Отто с условием, что заключённому не разрешат покинуть Англию и публично носить оружие, пока за него не будет заплачен полный выкуп. Тем не менее Отто, отправившись в Кале, взял коннетабля с собой, где того видели на свободе и вооружённым. В итоге Отто был вынужден отвечать на обвинения в суде королевской скамьи, где признал их, но воспользовался благосклонностью короля, отделавшись выговором от маршала.
В 1348 году Эдуард III объявил об основании нового рыцарского светского ордена, получившего название «Орден Подвязки». Во главе его оказался сам король и его наследник, Эдуард Чёрный Принц. Всего в ордене было 26 рыцарей-основателей, в их число вошли Томас и Отто Холланды, хорошо проявившие себя во французской кампании 1346 года.
В 1355 году Отто вместе с братом участвовал в кампании во Франции, где вместе с сэром Томасом Бомонтом в битве недалеко от Ле Гран-Сер в Дофине попал в плен. Позже он был выкуплен.
В 1356 году Томас Холланд был назначен хранителем Нормандских островов. В этот период Отто, служивший при нём лейтенантом, отбил у французов замок Корнет. В 1359 году самого Отто назначили хранителем островов, но 3 сентября 1359 года он умер в Нормандии.
Неизвестно, был ли Отто женат, но детей у него не было. Наследниками его поместий стали братья Роберт и Томас.